# Новодмитриевка (городской округ город Выкса)
Новодмитриевка — село в городском округе город Выкса Нижегородской области России, входящее в административно-территориальное образование Новодмитриевский сельсовет в качестве его административного центра.  Население — 889 (2010) чел.

## История
Основано в 1768 году переселенцами из села Дмитриевы Горы, этим фактом обусловлена и топонимика села.

## Общая физико-географическая характеристика
Географическое положение
По автомобильным дорогам расстояние до областного центра — города Нижнего Новгорода — составляет 210 км, до окружного центра — города Выксы — 24 км. Абсолютная высота — 140 метров над уровнем моря.
Часовой пояс
Новодмитриевка, как и вся Нижегородская область, находится в часовой зоне МСК (московское время). Смещение применяемого времени относительно UTC составляет +3:00.

## Население
| 1999 | 2002  | 2010 |
| ---- | ----- | ---- |
| 1089 | ↘1031 | ↘889 |

Национальный состав
Согласно результатам переписи 2002 года, в национальной структуре населения русские составляли  98 % из 1031 человек.

## Известные жители и уроженцы
- Купцов Дмитрий Ефимович — полный кавалер Георгиевского креста;
- Василий Николаевич Лужин — один из ведущих разработчиков реактивных снарядов для установки залпового огня М-13 (легендарной «Катюши»), Герой Социалистического Труда.

## Достопримечательности
Церковь Покрова 2000 года постройки